# Specfs
在类Unix系统中，specfs是一个特殊的文件系统。它不是一个物理或网络文件系统，并且没有一个挂载点。它是一个访问设备特殊文件的文件系统抽象層，驻留在任何常规文件系统中。